# Tomasz Działyński
Tomasz Działyński herbu Ogończyk (ur. 1656, zm. 25 czerwca 1714 w Łąkach Bratiańskich) – wojewoda chełmiński, marszałek Trybunału Głównego Koronnego w 1712 roku.
Syn Adama i Zofii Katarzyny Kobierzyckiej, brat Stanisława.
Podskarbi ziem pruskich 1684, marszałek sejmu od 16 stycznia 1690 do 6 maja 1690 roku, krajczy wielki koronny 1691
wojewoda chełmiński 1697–1700, także starosta bratiański i kowalewski oraz ekonom malborski.
Poseł sejmiku kowalewskiego na sejm 1681 roku, sejm 1685 roku, sejm 1690 roku, poseł sejmiku dobrzyńskiego na sejm 1683 roku, sejm 1695 roku, poseł na sejm zwyczajny 1688 roku, sejm nadzwyczajny 1688/1689 roku. Poseł sejmiku województwa chełmińskiego na sejm konwokacyjny 1696 roku. Po zerwanym sejmie konwokacyjnym 1696 roku przystąpił 28 września 1696 roku do konfederacji generalnej. 5 lipca 1697 roku podpisał w Warszawie obwieszczenie do poparcia wolnej elekcji, które zwoływało szlachtę na zjazd w obronie naruszonych praw Rzeczypospolitej. Uczestnik rokoszu łowickiego w 1697 roku. Poseł na sejm 1701 roku i sejm z limity 1701-1702 roku z ziemi dobrzyńskiej. W styczniu 1702 roku podpisał akt pacyfikacji Wielkiego Księstwa Litewskiego. Był uczestnikiem Walnej Rady Warszawskiej 1710 roku. 
Ożenił się w 1689 roku z Teresą Bielińską i miał córkę Annę.
Główny darczyńca zakonu Jezuitów w Grudziądzu, gdzie okazał dużą pomoc finansową przy budowie kościoła św. Franciszka Ksawerego w Grudziądzu. 30 sierpnia 1704 w imieniu konfederacji sandomierskiej zawarł sojusz zaczepno-odporny z Rosją w Narwie. Zmarł na skutek paraliżu w klasztorze w Łąkach Bratiańskich, tam też został pochowany.